# Municipio de Ixmiquilpan
El municipio de Ixmiquilpan es uno de los ochenta y cuatro municipios que conforman el estado de Hidalgo, México. La cabecera municipal y la localidad más poblada es Ixmiquilpan.
El municipio se localiza al centro del territorio hidalguense entre los paralelos 20°22′ y 20°43′ de latitud norte; los meridianos 99°4′ y 99°19′ de longitud oeste; con una altitud entre 1600 y 3200 m s. n. m. Este municipio cuenta con una superficie de 441.02 km², y representa el 2.34 % de la superficie del estado; dentro de las regiones geográficas del Valle del Mezquital y la Sierra Gorda.
Colinda al norte con los municipios de Zimapán, Nicolás Flores y Cardonal; al este con los municipios de Cardonal y Santiago de Anaya; al sur con los municipios de Santiago de Anaya, San Salvador y Chilcuautla; al oeste con los municipios de Alfajayucan, Tasquillo y Zimapán.

## Toponimia
Del náhuatl Itztli ‘navaja’, milli ‘tierra cultivada’, quilitl ‘hierba comestible’ y pan ‘sobre’ por lo que su significado sería: ‘Pueblo situado sobre los cultivos de hierba cuyas hojas tienen la forma de navaja’.

## Geografía

### Relieve e hidrográfica
En cuanto a fisiografía se encuentra dentro de las provincias del Eje Neovolcánico (73.0%) y Sierra Madre Oriental (27.0%); dentro de la subprovincias de Llanuras y Sierras de Querétaro e Hidalgo (73.0%) y Carso Huasteco (27.0%). Su territorio es lomerío (51.0%), sierra (41.0%) y llanura (4.0%) y meseta (4.0%). Dentro de sus elevaciones principales se encuentran los cerros la Palma, Thito, la Muñeca, Xintza, Guadril, Temboo, Dexitzo (la Cruz) y Daxhie.
En cuanto a su geología corresponde al periodo neógeno (70.0%), cretácico (18.0%) y cuaternario (8.2%). Con rocas tipo ígnea extrusiva: volcanoclástico (18.5%), toba ácida (7.0%), andesita-brecha volcánica (6.5%), toba ácida–brecha volcánica ácida (2.0%), basalto (1.0%) y brecha volcánica ácida (1.0%); sedimentaria: arenisca–conglomerado (17.0%), limonita-arenisca (12.5%), caliza– lutita (9.5%), caliza (8.0%) y arenisca (6.0%); suelo: aluvial (7.2%) . En cuanto a edafología el suelo dominante es leptosol (45.0%), phaeozem (35.0%), vertisol (10.0%), calcisol (5.2%) y regosol (1.0%)
En lo que respecta a la hidrología se encuentra posicionado en la región hidrológica del Pánuco; en la cuenca del río Moctezuma; dentro de la subcuenca de río Tula (54.0%), río Actopan (35.0%), río Amajac (10.0%) y río Moctezuma (1.0%).

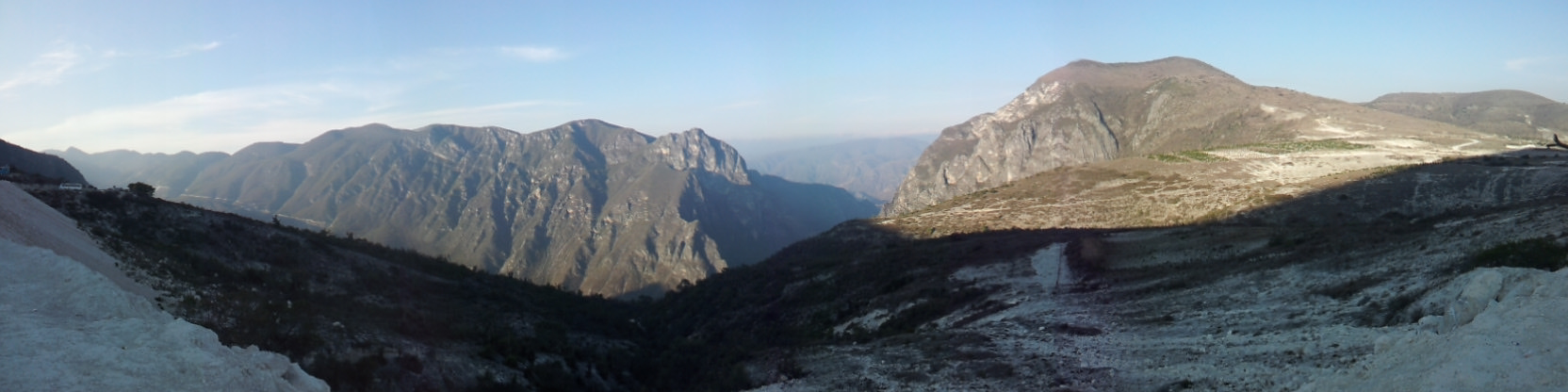
Cerros en Ixmiquilpan que dan origen a la formación de las Grutas de Tolantongo ubicadas en el municipio de Cardonal.

### Clima
El territorio municipal se encuentran los siguientes climas con su respectivo porcentaje: Semiseco templado (52.0%), seco semicálido (25.0%), templado subhúmedo con lluvias en verano, de mayor humedad (17.0%) y templado subhúmedo con lluvias en verano, de menor humedad (6.0%).

### Ecología

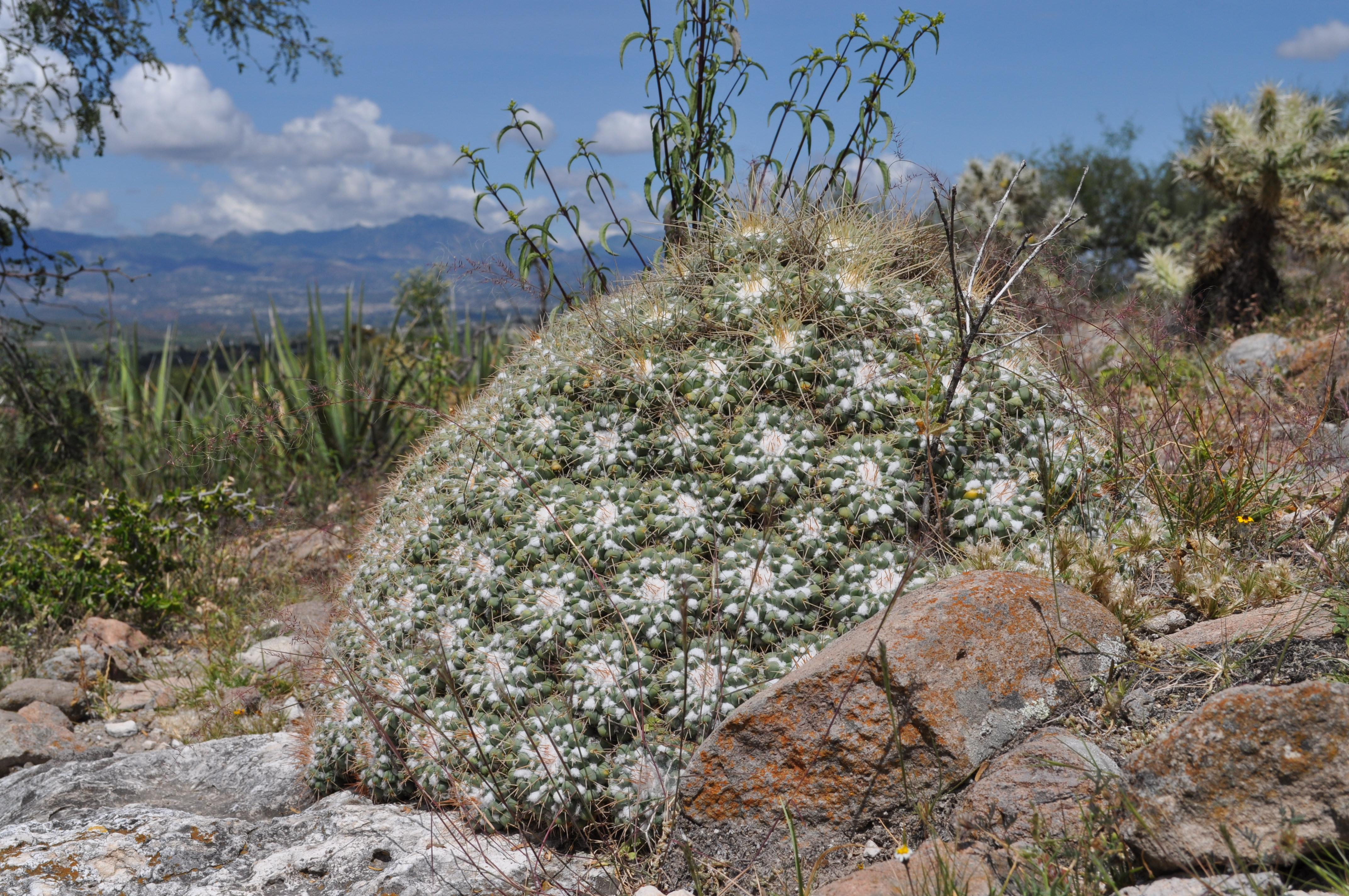
Flora en el municipio.

En cuanto a flora está formada principalmente por pino, encino, sabino, pirul, mezquite, jacaranda y oyamel, así como árboles exóticos; aguacate, durazno, granada e higo, en su zona de bosque existe encino prieto, encino manzanilla y como matorral el garambullo, palma y nopal. Además con un área de bosque en donde predomina el encino prieto y oyamel, en la mayoría del territorio observamos la gran cantidad de árboles de pirul. En cuanto a fauna predominan tejón, ardilla, tlacuache, onza, conejo, zorra, zorrillo, liebres, ratón de campo, serpientes y una gran variedad de insectos y reptiles.

## Demografía

### Población
De acuerdo a los resultados que presentó el Censo Población y Vivienda 2020 del INEGI, el municipio cuenta con un total de 98 654 habitantes, siendo 46 440 hombres y 52 214 mujeres. Tiene una densidad de 202.7 hab/km², la mitad de la población tiene 29 años o menos, existen 88 hombres por cada 100 mujeres.
El porcentaje de población que habla lengua indígena es de 36.77 %, y el porcentaje de población que se considera afromexicana o afrodescendiente es de 1.35 %. En el municipio se habla principalmente Otomí del Valle del Mezquital.
Tiene una Tasa de alfabetización de 99.3 % en la población de 15 a 24 años, de 92.0 % en la población de 25 años y más. El porcentaje de población según nivel de escolaridad, es de 5.6 % sin escolaridad, el 52.6 % con educación básica, el 22.7 % con educación media superior, el 19.0 % con educación superior, y 0.1 % no especificado.
El porcentaje de población afiliada a servicios de salud es de 62.3 %. El 13.9 % se encuentra afiliada al IMSS, el 68.4 % al INSABI, el 15.7 % al ISSSTE, 1.0 % IMSS Bienestar, 0.2 % a las dependencias de salud de PEMEX, Defensa o Marina, 0.5 % a una institución privada, y el 1.0 % a otra institución. El porcentaje de población con alguna discapacidad es de 5.6 %. El porcentaje de población según situación conyugal, el 28.9 % se encuentra casada, el 33.5 % soltera, el 25.4 % en unión libre, el 5.5 % separada, el 1.2 % divorciada, el 5.5 % viuda.
Para 2020, el total de viviendas particulares habitadas es de 26 586 viviendas, representa el 3.1  % del total estatal. Con un promedio de ocupantes por vivienda 3.8 personas. Predominan las viviendas con tabique y block. En el municipio para el año 2020, el servicio de energía eléctrica abarca una cobertura del 99.1 %; el servicio de agua entubada un 62.2 %; el servicio de drenaje cubre un 94.5 %; y el servicio sanitario un 96.6 %.

### Localidades

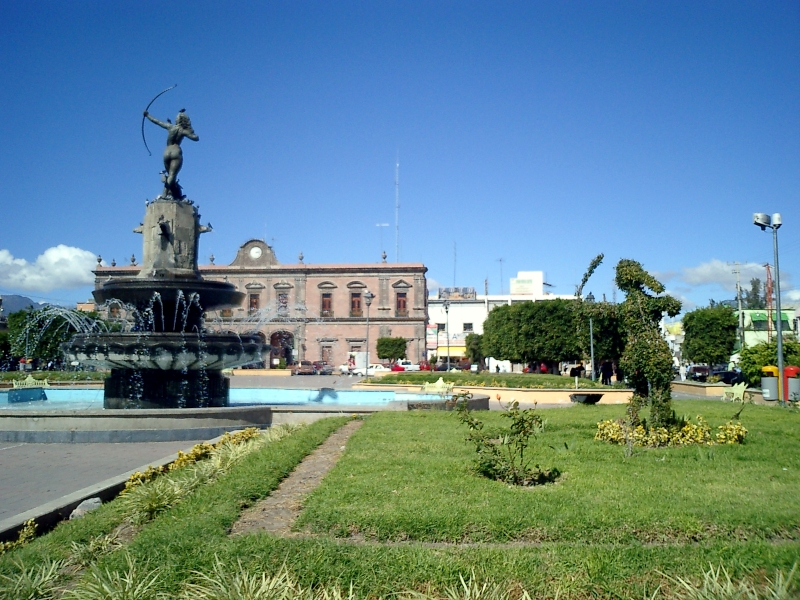
Localidad de Ixmiquilpan.

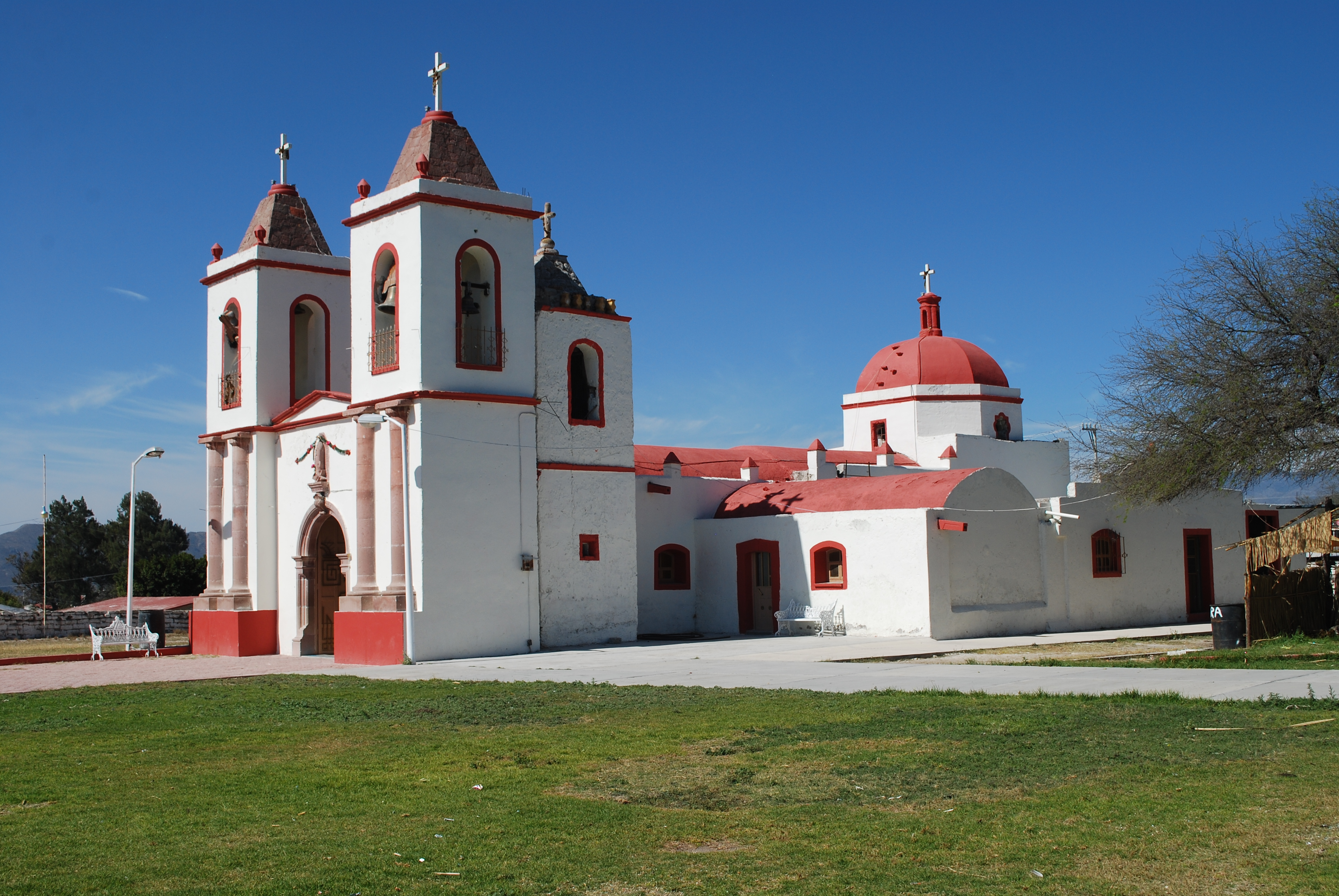
Localidad de El Nith.

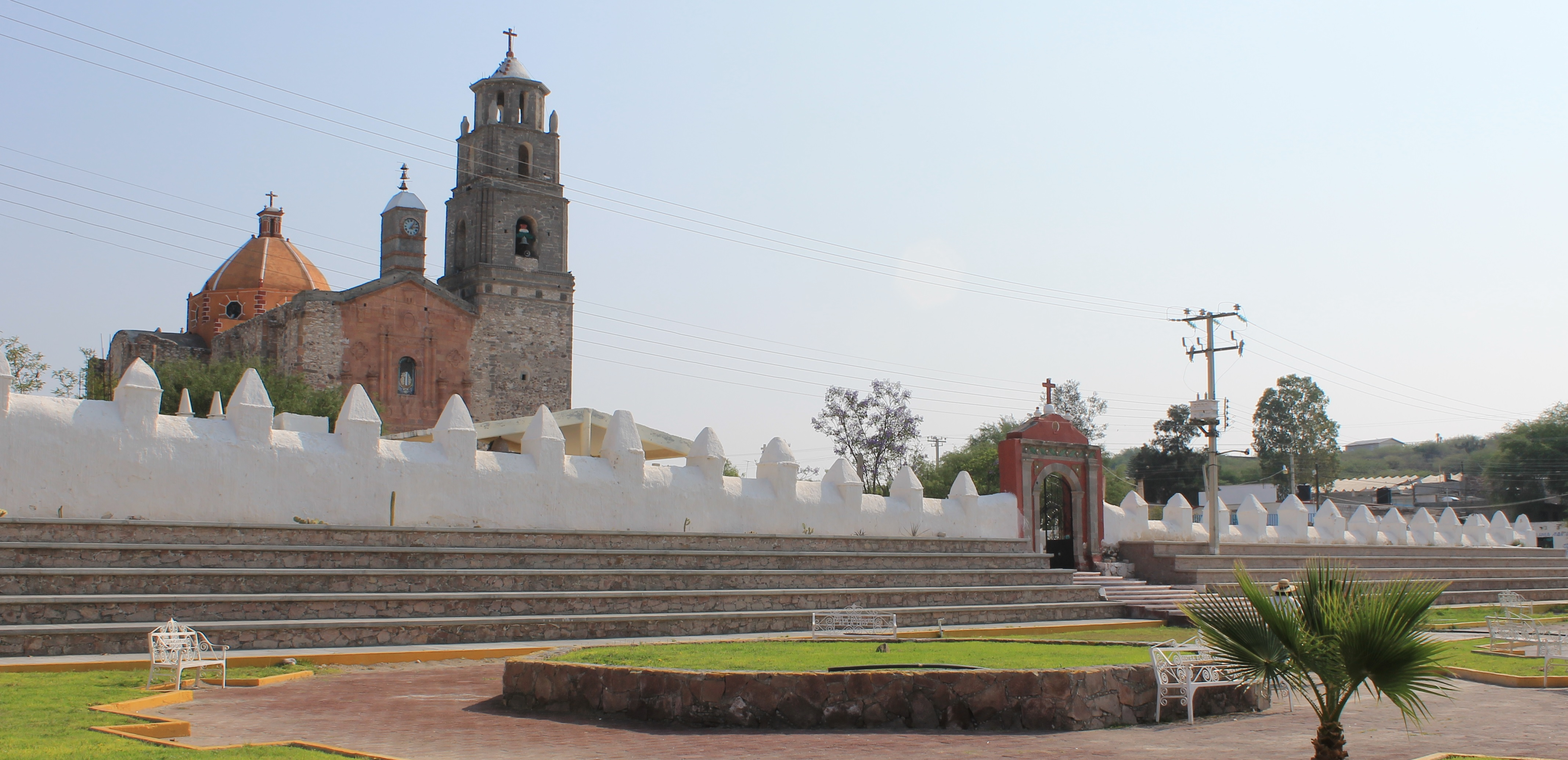
Localidad de Los Remedios.

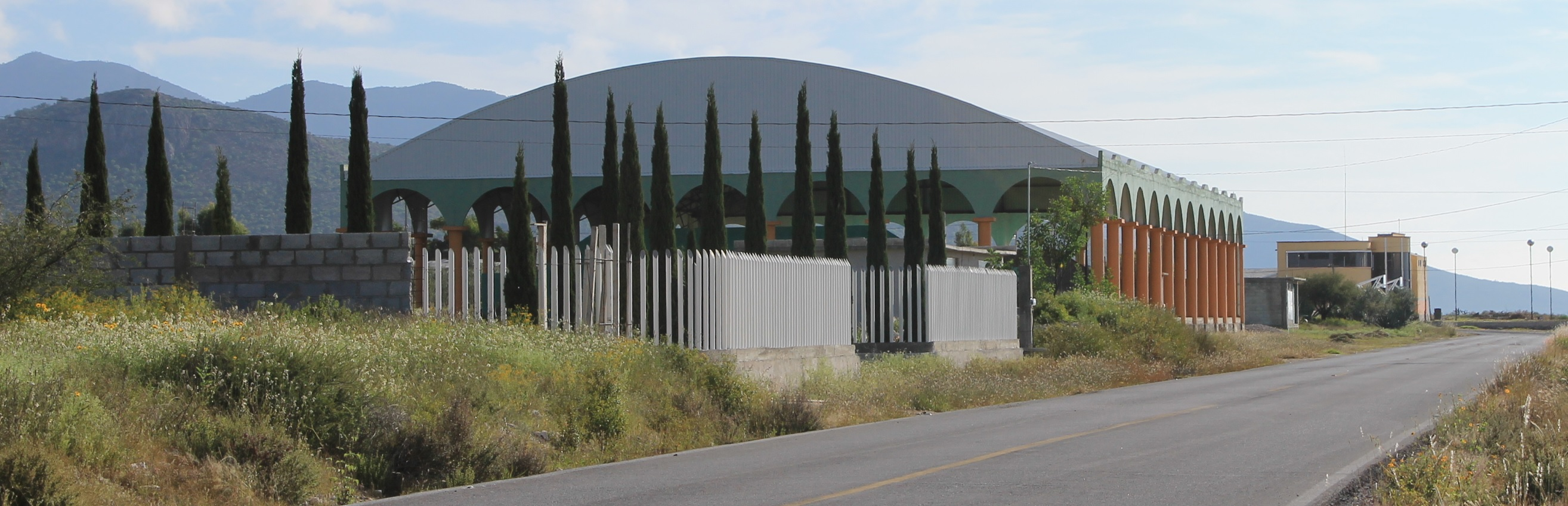
Localidad de El Olivo.

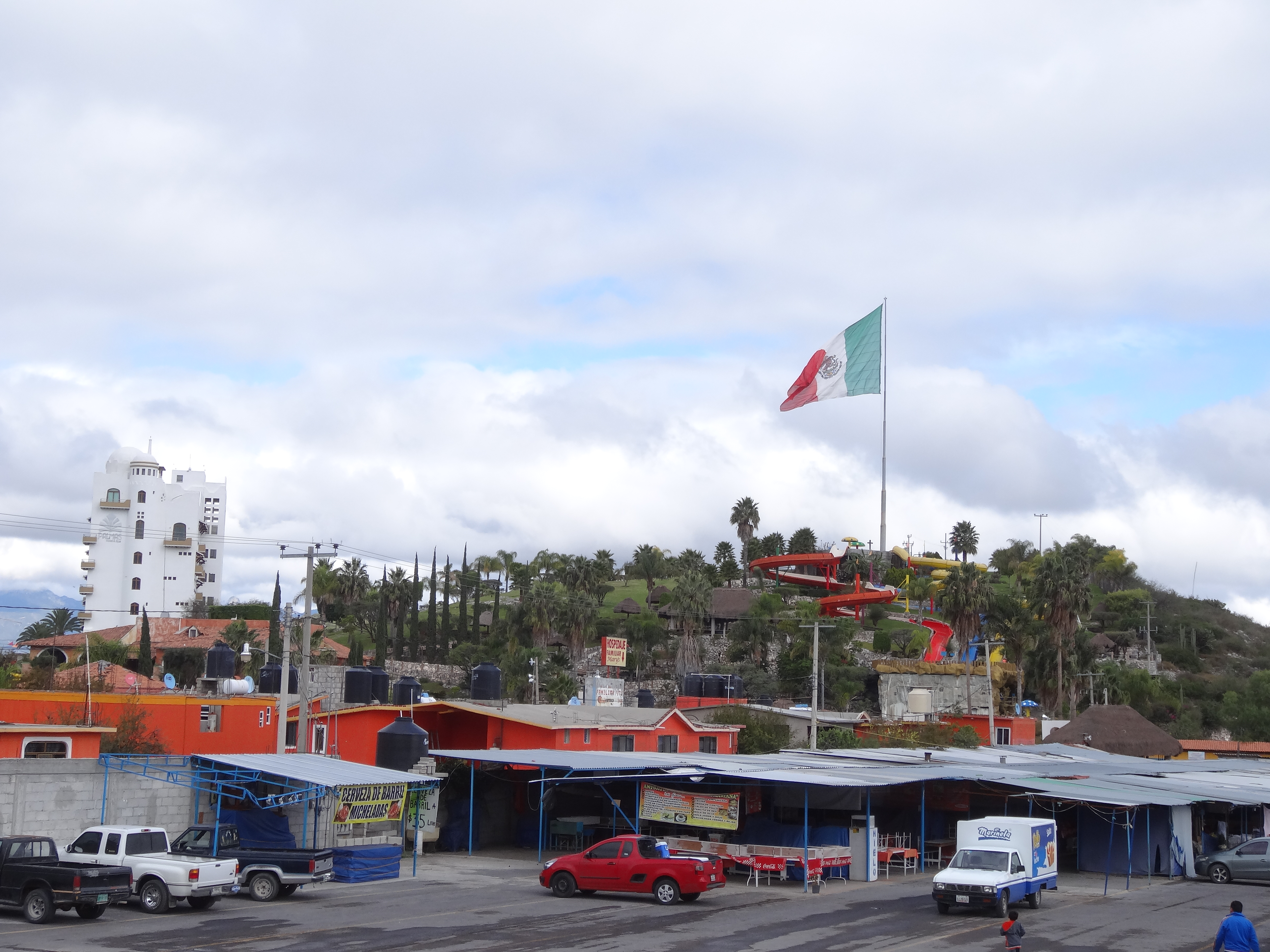
Localidad de El Tephé.

De acuerdo al Catálogo de Integración General de Localidades (CIGEL), el municipio cuenta con 119 localidades.
| Código INEGI | Localidad                               | Población (2020) | Porcentaje (%) | Categoría Población | Ámbito Población |
| ------------ | --------------------------------------- | ---------------- | -------------- | ------------------- | ---------------- |
| 130300001    | Ixmiquilpan                             | 37 608           | 38.121         | Ciudad              | Urbano           |
| 130300035    | Panales                                 | 3742             | 3.793          | Comunidad           | Urbano           |
| 130300048    | El Tephé                                | 3382             | 3.428          | Comunidad           | Urbano           |
| 130300016    | Dios Padre                              | 2321             | 2.353          | Comunidad           | Rural            |
| 130300028    | Maguey Blanco                           | 2314             | 2.346          | Comunidad           | Rural            |
| 130300032    | El Nith                                 | 1763             | 1.787          | Comunidad           | Rural            |
| 130300047    | Taxadho                                 | 1639             | 1.661          | Comunidad           | Rural            |
| 130300038    | Pueblo Nuevo                            | 1560             | 1.581          | Comunidad           | Rural            |
| 130300067    | Cantinela                               | 1531             | 1.552          | Comunidad           | Rural            |
| 130300066    | El Barrido                              | 1463             | 1.483          | Comunidad           | Rural            |
| 130300103    | La Loma Julián Villagrán                | 1427             | 1.446          | Comunidad           | Rural            |
| 130300034    | Orizabita                               | 1230             | 1.247          | Comunidad           | Rural            |
| 130300097    | General Felipe Ángeles (Colonia)        | 1216             | 1.233          | Comunidad           | Rural            |
| 130300134    | El Carrizal                             | 1169             | 1.185          | Comunidad           | Rural            |
| 130300026    | Julián Villagrán                        | 1100             | 1.115          | Comunidad           | Rural            |
| 130300029    | El Mandho                               | 1082             | 1.097          | Comunidad           | Rural            |
| 130300009    | Cerritos                                | 945              | 0.958          | Comunidad           | Rural            |
| 130300004    | Bangandhó                               | 895              | 0.907          | Comunidad           | Rural            |
| 130300023    | La Heredad                              | 893              | 0.905          | Comunidad           | Rural            |
| 130300053    | El Durazno                              | 889              | 0.901          | Comunidad           | Rural            |
| 130300099    | Botenguedho                             | 850              | 0.862          | Comunidad           | Rural            |
| 130300043    | San Juanico                             | 845              | 0.857          | Comunidad           | Rural            |
| 130300003    | Arenalito                               | 810              | 0.821          | Comunidad           | Rural            |
| 130300050    | Cañada Chica                            | 809              | 0.820          | Comunidad           | Rural            |
| 130300041    | Los Remedios                            | 798              | 0.809          | Comunidad           | Rural            |
| 130300002    | El Alberto                              | 767              | 0.777          | Comunidad           | Rural            |
| 130300018    | El Espíritu                             | 743              | 0.753          | Comunidad           | Rural            |
| 130300019    | La Estación                             | 742              | 0.752          | Comunidad           | Rural            |
| 130300046    | El Tablón                               | 720              | 0.730          | Comunidad           | Rural            |
| 130300055    | Jahuey Capula                           | 660              | 0.669          | Comunidad           | Rural            |
| 130300015    | El Dextho                               | 639              | 0.648          | Comunidad           | Rural            |
| 130300125    | El Mirador Capula                       | 613              | 0.621          | Comunidad           | Rural            |
| 130300075    | El Deca                                 | 612              | 0.620          | Comunidad           | Rural            |
| 130300017    | El Espino                               | 608              | 0.616          | Comunidad           | Rural            |
| 130300008    | Capula                                  | 587              | 0.595          | Comunidad           | Rural            |
| 130300042    | San Andrés Orizabita                    | 582              | 0.590          | Comunidad           | Rural            |
| 130300096    | Ex-Hacienda de Ocotza                   | 580              | 0.588          | Comunidad           | Rural            |
| 130300101    | Lázaro Cárdenas [Colonia]               | 567              | 0.575          | Comunidad           | Rural            |
| 130300031    | Nequeteje                               | 564              | 0.572          | Comunidad           | Rural            |
| 130300142    | La Libertad (Colonia)                   | 558              | 0.566          | Comunidad           | Rural            |
| 130300062    | San Pedro Capula                        | 546              | 0.553          | Comunidad           | Rural            |
| 130300014    | El Dexthi San Juanico                   | 541              | 0.548          | Comunidad           | Rural            |
| 130300135    | Manzana Cerritos                        | 535              | 0.542          | Comunidad           | Rural            |
| 130300144    | Puerto Bangandhó                        | 515              | 0.522          | Comunidad           | Rural            |
| 130300027    | La Lagunita                             | 510              | 0.517          | Comunidad           | Rural            |
| 130300039    | Puerto Dexthi                           | 510              | 0.517          | Comunidad           | Rural            |
| 130300069    | La Loma de la Cruz                      | 509              | 0.516          | Comunidad           | Rural            |
| 130300121    | El Valante                              | 482              | 0.489          | Ranchería           | Rural            |
| 130300011    | Cuesta Colorada                         | 474              | 0.480          | Ranchería           | Rural            |
| 130300012    | El Defay                                | 472              | 0.478          | Ranchería           | Rural            |
| 130300113    | La Huerta Capula                        | 442              | 0.448          | Ranchería           | Rural            |
| 130300025    | Ignacio López Rayón                     | 417              | 0.423          | Ranchería           | Rural            |
| 130300104    | La Loma López Rayón                     | 408              | 0.414          | Ranchería           | Rural            |
| 130300100    | Ex-Hacienda Debodhe                     | 405              | 0.411          | Ranchería           | Rural            |
| 130300102    | La Loma Pueblo Nuevo                    | 400              | 0.405          | Ranchería           | Rural            |
| 130300033    | El Olivo                                | 385              | 0.390          | Ranchería           | Rural            |
| 130300063    | Quixpedhe                               | 368              | 0.373          | Ranchería           | Rural            |
| 130300132    | Villa de la Paz                         | 366              | 0.371          | Ranchería           | Rural            |
| 130300122    | Vázquez                                 | 353              | 0.358          | Ranchería           | Rural            |
| 130300154    | Miguel Hidalgo [Colonia]                | 344              | 0.349          | Ranchería           | Rural            |
| 130300152    | Felipe Ángeles Julián Villagrán         | 320              | 0.324          | Ranchería           | Rural            |
| 130300061    | La Palma                                | 301              | 0.305          | Ranchería           | Rural            |
| 130300005    | El Banxu                                | 289              | 0.293          | Ranchería           | Rural            |
| 130300119    | Los Pinos                               | 281              | 0.285          | Ranchería           | Rural            |
| 130300153    | La Joya [Colonia]                       | 274              | 0.278          | Ranchería           | Rural            |
| 130300118    | Paredes                                 | 273              | 0.277          | Ranchería           | Rural            |
| 130300021    | Granaditas                              | 272              | 0.276          | Ranchería           | Rural            |
| 130300123    | Pozo el Mirador                         | 269              | 0.273          | Ranchería           | Rural            |
| 130300006    | Boxhuada                                | 266              | 0.270          | Ranchería           | Rural            |
| 130300036    | La Pechuga                              | 223              | 0.226          | Ranchería           | Rural            |
| 130300146    | Colonia del Valle Remedios              | 211              | 0.214          | Ranchería           | Rural            |
| 130300108    | Taxthó                                  | 210              | 0.213          | Ranchería           | Rural            |
| 130300110    | El Boye                                 | 207              | 0.210          | Ranchería           | Rural            |
| 130300051    | Chalmita                                | 206              | 0.209          | Ranchería           | Rural            |
| 130300150    | Ejido Jagüey de Vázquez Capula          | 197              | 0.200          | Ranchería           | Rural            |
| 130300112    | Huapilla                                | 191              | 0.194          | Ranchería           | Rural            |
| 130300143    | Colonia Independencia                   | 186              | 0.189          | Ranchería           | Rural            |
| 130300145    | Cerrito Capula                          | 185              | 0.188          | Ranchería           | Rural            |
| 130300024    | El Huacri                               | 184              | 0.187          | Ranchería           | Rural            |
| 130300136    | Loma de San Pedro de Remedios (La Loma) | 167              | 0.169          | Ranchería           | Rural            |
| 130300105    | López Flores                            | 167              | 0.169          | Ranchería           | Rural            |
| 130300056    | El Manantial                            | 163              | 0.165          | Ranchería           | Rural            |
| 130300049    | Agua Florida                            | 153              | 0.155          | Ranchería           | Rural            |
| 130300117    | El Nogal                                | 149              | 0.151          | Ranchería           | Rural            |
| 130300013    | El Dexthi Alberto                       | 141              | 0.143          | Ranchería           | Rural            |
| 130300129    | Los Cruces [Colonia]                    | 138              | 0.140          | Ranchería           | Rural            |
| 130300022    | Gundho                                  | 135              | 0.137          | Ranchería           | Rural            |
| 130300010    | Cerro Blanco                            | 133              | 0.135          | Ranchería           | Rural            |
| 130300057    | El Meje                                 | 133              | 0.135          | Ranchería           | Rural            |
| 130300137    | Santa Ana (Barrio de Progreso)          | 127              | 0.129          | Ranchería           | Rural            |
| 130300116    | El Nandho                               | 120              | 0.122          | Ranchería           | Rural            |
| 130300064    | Ustheje                                 | 120              | 0.122          | Ranchería           | Rural            |
| 130300133    | Vista Hermosa                           | 120              | 0.122          | Ranchería           | Rural            |
| 130300149    | El Mezquite                             | 119              | 0.121          | Ranchería           | Rural            |
| 130300139    | El Rosario Capula                       | 119              | 0.121          | Ranchería           | Rural            |
| 130300058    | Naxthéy                                 | 97               | 0.098          | Ranchería           | Rural            |
| 130300120    | La Presa                                | 95               | 0.096          | Ranchería           | Rural            |
| 130300148    | La Mesa López Rayón                     | 94               | 0.095          | Ranchería           | Rural            |
| 130300107    | La Palma                                | 84               | 0.085          | Ranchería           | Rural            |
| 130300114    | La Loma                                 | 82               | 0.083          | Ranchería           | Rural            |
| 130300065    | Samayoa [Colonia]                       | 80               | 0.081          | Ranchería           | Rural            |
| 130300124    | El Botho (El Botho el Espíritu)         | 74               | 0.075          | Ranchería           | Rural            |
| 130300131    | Huacri de la Paz                        | 70               | 0.071          | Ranchería           | Rural            |
| 130300052    | El Dezha                                | 66               | 0.067          | Ranchería           | Rural            |
| 130300147    | Barrio los Martínez                     | 58               | 0.059          | Ranchería           | Rural            |
| 130300127    | El Bojay                                | 53               | 0.054          | Ranchería           | Rural            |
| 130300126    | Álamo                                   | 42               | 0.043          | Ranchería           | Rural            |
| 130300007    | Cantamaye                               | 29               | 0.029          | Ranchería           | Rural            |
| 130300111    | Las Emes                                | 29               | 0.029          | Ranchería           | Rural            |
| 130300141    | Manzanillo                              | 28               | 0.028          | Ranchería           | Rural            |
| 130300059    | Ojuelos                                 | 27               | 0.027          | Ranchería           | Rural            |
| 130300109    | Xaxny                                   | 23               | 0.023          | Ranchería           | Rural            |
| 130300140    | Nixtejhé (San Juanico Nixtejhé)         | 22               | 0.022          | Ranchería           | Rural            |
| 130300130    | Gastejhe                                | 14               | 0.014          | Ranchería           | Rural            |
| 130300138    | Arbolado                                | 13               | 0.013          | Ranchería           | Rural            |
| 130300115    | Milpa Grande                            | 11               | 0.011          | Ranchería           | Rural            |
| 130300156    | La Herradura [Rancho]                   | 5                | 0.005          | Ranchería           | Rural            |
| 130300151    | Ejido Maguey Blanco                     | 3                | 0.003          | Ranchería           | Rural            |
| 130300155    | El Boxaxni [Rancho]                     | 1                | 0.001          | Ranchería           | Rural            |

## Política
Se erigió como municipio el 6 de agosto de 1824. El Honorable Ayuntamiento está compuesto por: un presidente municipal, un síndico, once Regidores, y ciento quince Delegados Municipales. De acuerdo al Instituto Nacional electoral (INE) el municipio está integrado por sesenta y un secciones electorales, de la 0547 a la 0607. Para la elección de diputados federales a la Cámara de Diputados de México y diputados locales al Congreso de Hidalgo, se encuentra integrado al II Distrito Electoral Federal de Hidalgo y al V Distrito Electoral Local de Hidalgo. A nivel estatal administrativo pertenece a la Macrorregión V y a la Microrregión II, además de a la Región Operativa III Ixmiquilpan.

### Cronología de presidentes municipales

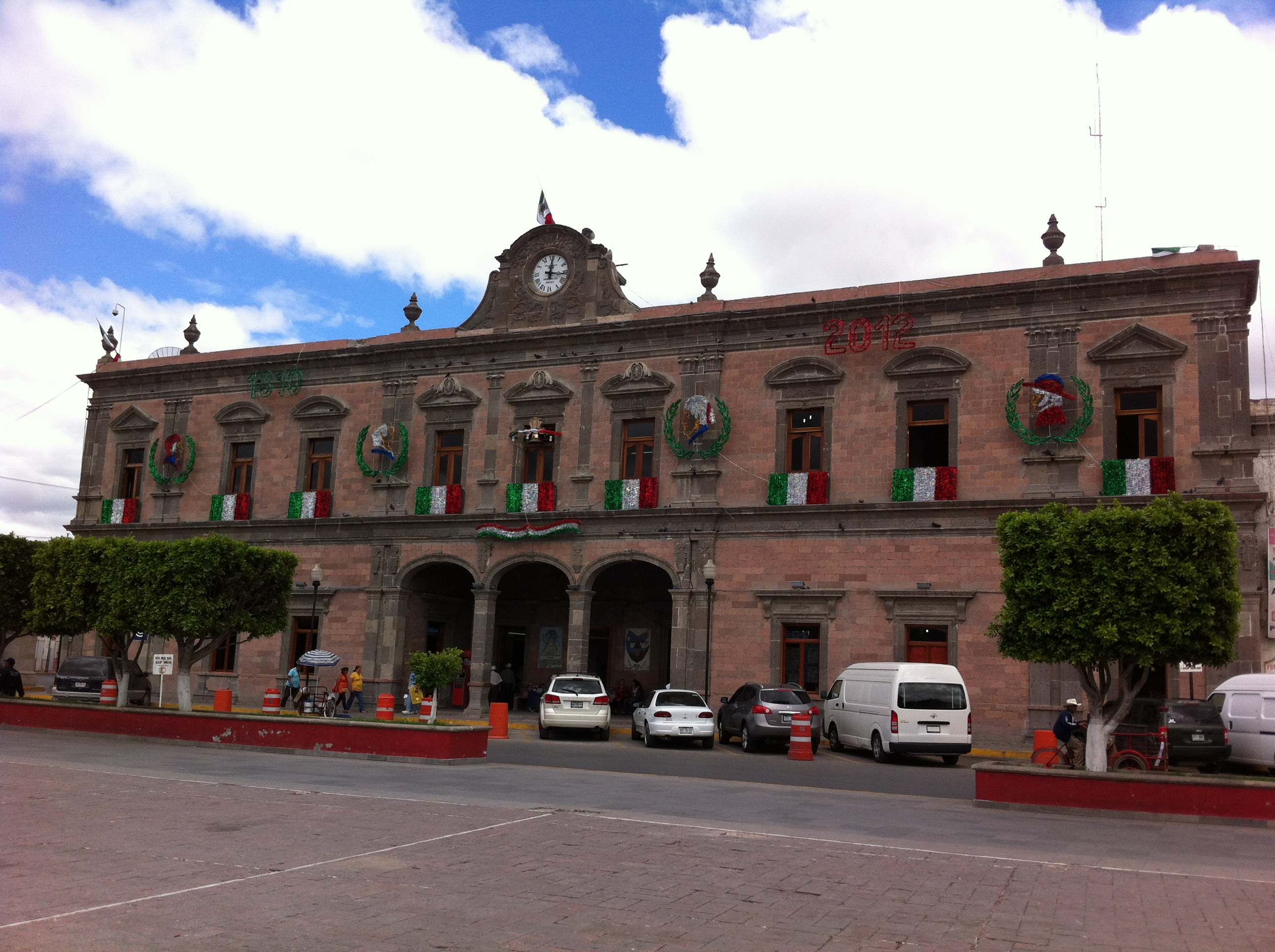
Palacio municipal de Ixmiquilpan

| Periodo                  | Nombre                            | Afiliación política        |
| ------------------------ | --------------------------------- | -------------------------- |
| 1964-1967                | José Trejo Cadena                 | -                          |
| 1967-1970                | Carlos Ramírez Rubio              | -                          |
| 1970-1973                | Abelardo Olguín Ramírez           | -                          |
| 1973-1976                | José Francisco Bravo Olguín       | -                          |
| 1976-1979                | Porfirio Chávez González          | -                          |
| 1979-1982                | Alfonso López Sánchez             | -                          |
| 1982-1985                | Alfonso Martín Lozano             | -                          |
| 1985-1988                | Luciano Lomelí Gaytán             | -                          |
| 1988-1991                | Facundo Pomposo Guerrero Trejo    | -                          |
| 1991-1994                | José Roberto Pedraza Martínez     | -                          |
| 16/01/1994 al 15/01/1997 | Jorge Rocha Trejo                 | PRI                        |
| 16/01/1997 al 15/01/2000 | Manuel Hermilo Ramón Bravo Olguín | PRI                        |
| 16/01/2000 al 15/01/2003 | Cirilo Hernández Quezada          | PRI                        |
| 16/01/2003 al 15/01/2006 | Carlos Felipe Hernández           | PRI                        |
| 16/01/2006 al 15/01/2009 | José Manuel Zúñiga Guerrero       | PRD                        |
| 16/01/2009 al 15/01/2012 | Heriberto Lugo González           | Mas x Hidalgo              |
| 16/01/2012 al 04/09/2016 | Cipriano Charrez Pedraza          | PAN                        |
| 05/09/2016 al 04/09/2020 | Pascual Charrez Pedraza           | PAN                        |
| 05/09/2020 al 20/07/2021 | Enrique Simón Romero              | Concejo municipal Interino |
| 21/07/2021 al 14/03/2024 | Araceli Beltrán Contreras         | Juntos Haremos Historia    |
| 14/03/2024 al 11/04/2024 | Torres Labra Cristina             | MORENA                     |
| 12/04/2024 al 04/09/2024 | Araceli Beltrán Contreras         | MORENA                     |
| 05/09/2024 al 04/09/2027 | José Emanuel Hernández Pascual    | Morena                     |

## Economía

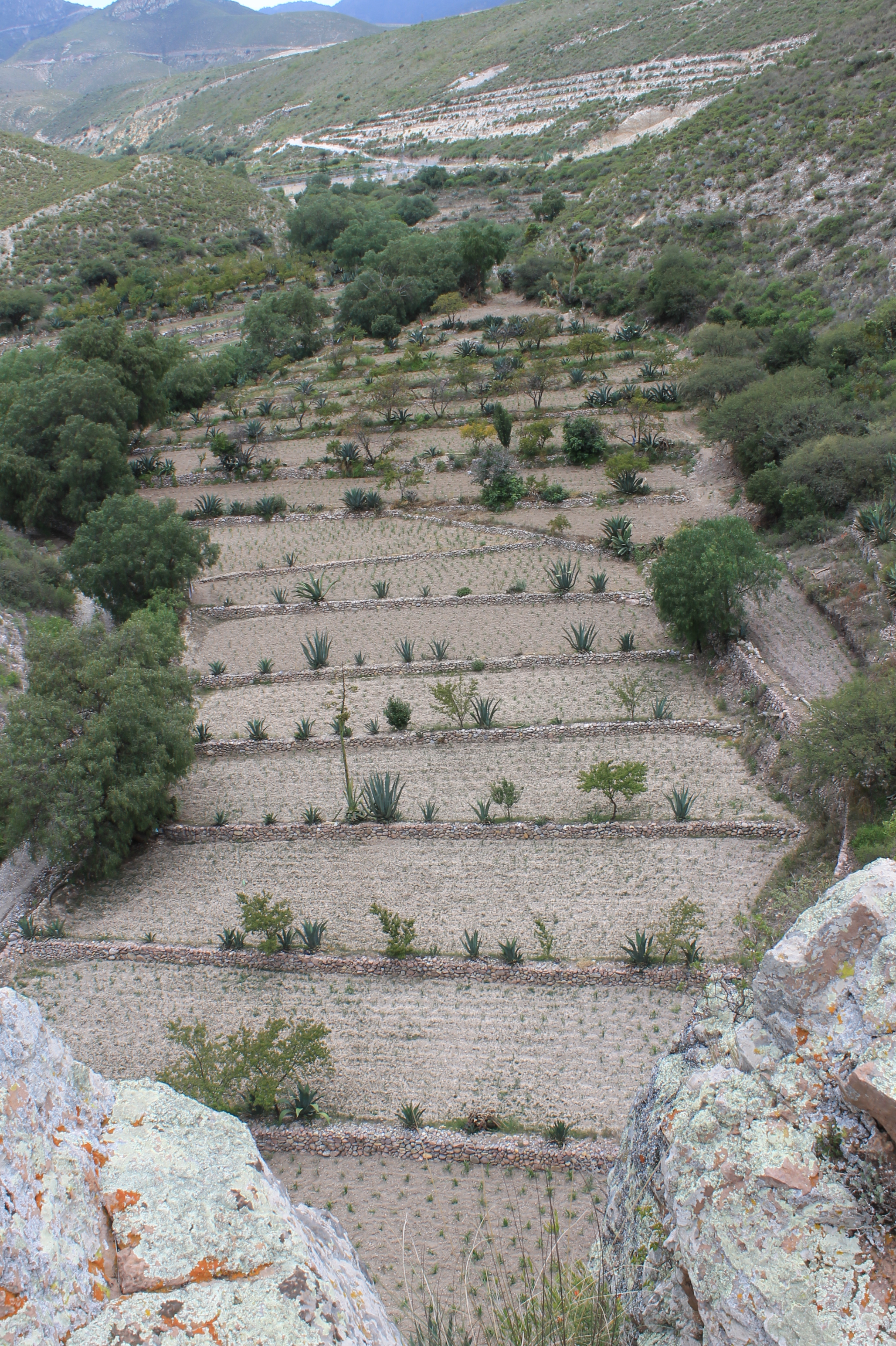
En la comunidad de El Olivo, en 2003 se inició un proyecto; en donde se plantan, cuidan y procesa el árbol de olivo para la creación y venta de aceite.

Balneario Te-Pathé en la localidad de El Tephé.

En 2015 el municipio presenta un IDH de 0.749 Alto, por lo que ocupa el lugar 25° a nivel estatal; y en 2005 presentó un PIB de $3 584 831 424 pesos mexicanos, y un PIB per cápita de $48 507 (precios corrientes de 2005).
De acuerdo con el Consejo Nacional de Evaluación de la Política de Desarrollo Social (Coneval), el municipio registra un Índice de Marginación Bajo. El 45.5% de la población se encuentra en pobreza moderada y 16.6% se encuentra en pobreza extrema. En 2015, el municipio ocupó el lugar 32 de 84 municipios en la escala estatal de rezago social.
A datos de 2015, en materia de agricultura, se tiene alfalfa con 6928 ha cosechadas, maíz con 4965 ha cosechadas, frijol con 745 ha cosechadas, avena forraje con 415 ha cosechadas y calabacita con 185 ha cosechadas. En ganadería se cría ganado bovino con 4401 cabezas, ganado porcino con 5016 cabezas, 22 185 cabezas de ganado ovino, 4027 cabezas de ganado caprino, 472 395 aves de corral. Para 2015 existen 4450 unidades económicas, que generaban empleos para 10 737 personas. En lo que respecta al comercio, se cuenta con dos tianguis, quince tiendas Liconsa, y diecinueve tiendas Diconsa; además de un mercado, un rastro y una central de abasto.
De acuerdo con cifras al año 2015 presentadas en los censos económicos por el INEGI, la Población Económicamente Activa (PEA) del municipio asciende a 37 284 de las cuales 36 031 se encuentran ocupadas y 1253 se encuentran desocupadas. El 24.34% pertenece al sector primario, el 16.45% pertenece al sector secundario, el 57.69% pertenece al sector terciario.
En cuanto a turismo Ixmiquilpan cuenta principalmente con diversos Parques Acuáticos de Aguas termales como: El Tephe, Tepathe, Dios padre, Maguey Blanco, Tollan, Valle Paraíso, Pueblo Nuevo, Humedades, Dauthi, Cuevitas y Dadho; centros ecoturisticos como EcoAlberto, Banxu, La Heredad, Taxadho.